# コリンモノオキシゲナーゼ
コリンモノオキシゲナーゼ（choline monooxygenase）は、グリシン、セリン、トレオニン代謝酵素の一つで、次の化学反応を触媒する酸化還元酵素である。
コリン + O2 + 2 還元型フェレドキシン + 2 H+ {\displaystyle \rightleftharpoons } ベタインアルデヒド水和物 + H2O + 2 酸化型フェレドキシン
この酵素の基質はコリン、O2、還元型フェレドキシンとH+で、生成物はベタインアルデヒド水和物、酸化型フェレドキシンとH2Oである。
組織名はcholine,reduced-ferredoxin:oxygen oxidoreductaseである。